# 松前氏広
松前 氏広（まつまえ うじひろ）は、江戸時代前期の蝦夷地松前藩（正式には交代寄合）の第3代藩主。

## 生涯
元和8年（1622年）、第2代藩主・松前公広の次男として蝦夷福山館にて誕生。
寛永3年（1626年）に兄・兼広が早世したために世継となる。
寛永15年（1638年）に徳川家光に御目見した。
寛永18年（1641年）、父・公広の死去により跡を継いだ。
寛永20年（1643年）にアイヌのヘナウケ（シマコマキの首長、シマコマキは現島牧郡島牧村）を先頭にしてアイヌ民族が大規模な蜂起をしたが、一族の蠣崎利広らに鎮圧させている。
慶安元年（1648年）8月25日、27歳で江戸藩邸において死去。跡を長男・高広が継いだ。

## 系譜
父母
- 松前公広（父）
- 大炊御門資賢の娘（母）

正室
- 清、清涼院 ー 蠣崎友広の娘

子女
- 松前高広（長男）生母は清涼院（正室）
- 松前広守室